# Maxwell Fry

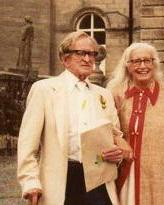
Maxwell Fry und Jane Drew (1984)

Edwin Maxwell Fry (* 2. August 1899 in Wallasey, Cheshire, Großbritannien; † 3. September 1987 in Cotherstone, Durham) war ein britischer Architekt, Autor, Dichter und Maler. Er war ein Verfechter des Neuen Bauens im Vorkriegsengland, ab 1944 ein Wegbereiter der tropischen Architektur und verwirklichte Projekte in Partnerschaft mit Walter Gropius, Le Corbusier, Pierre Jeanneret, von 1946 bis 1973 mit seiner Frau Jane Drew.

## Leben

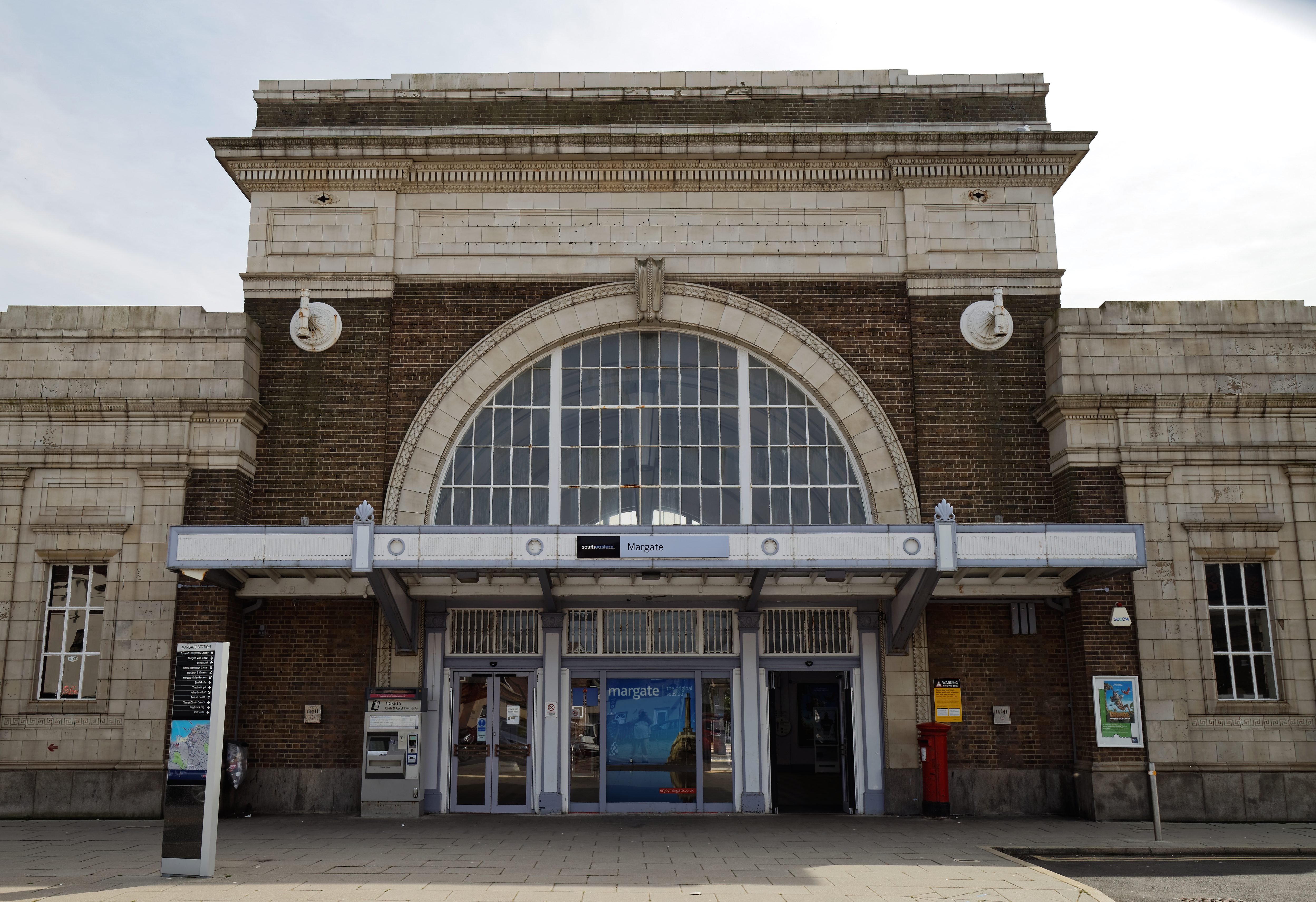
Maxwell Fry, Bahnhof Margate (1926), Kent, England; Haupteingang

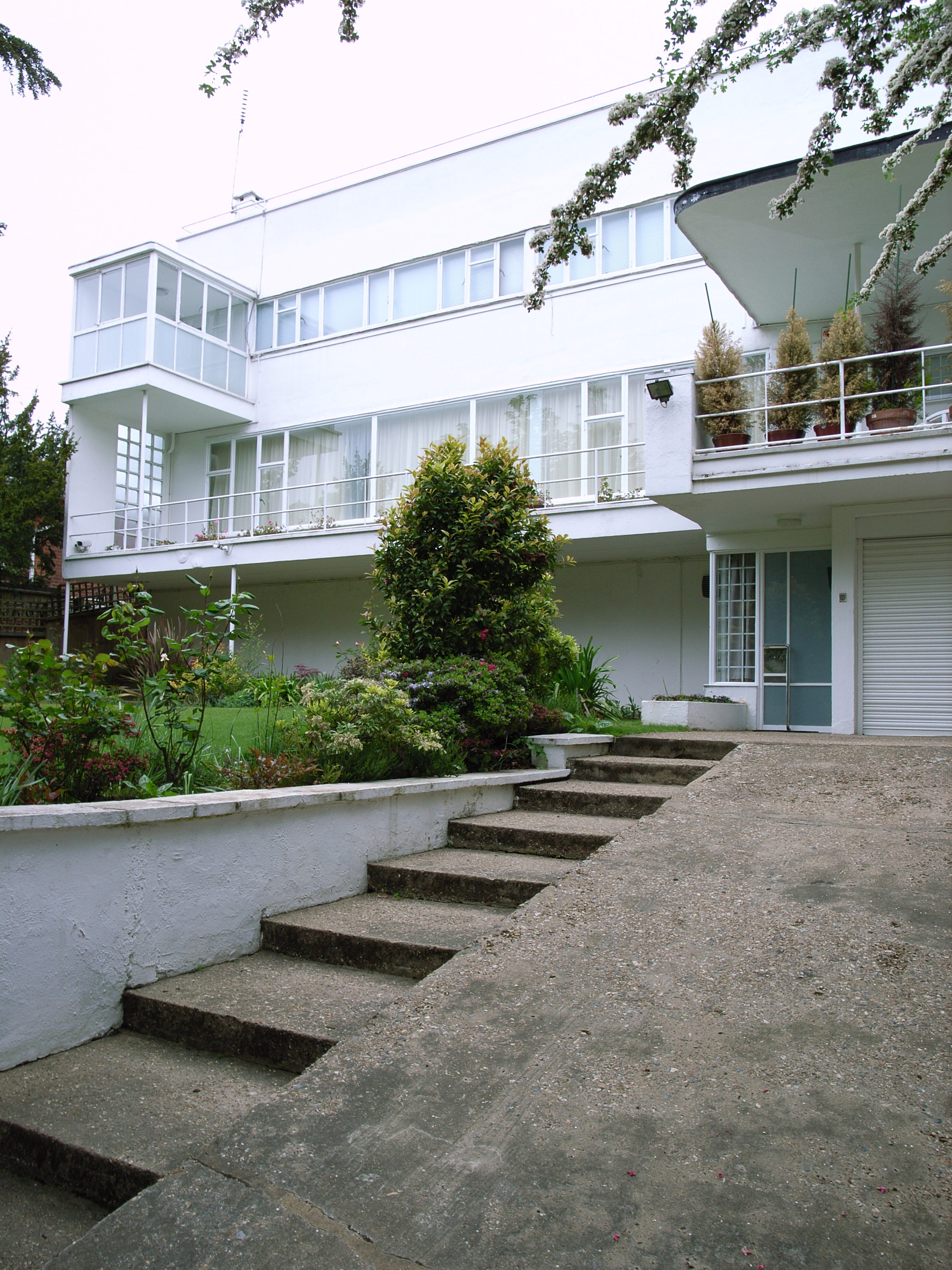
Maxwell Fry, Sun House (1936), Frognal Way, Hampstead London

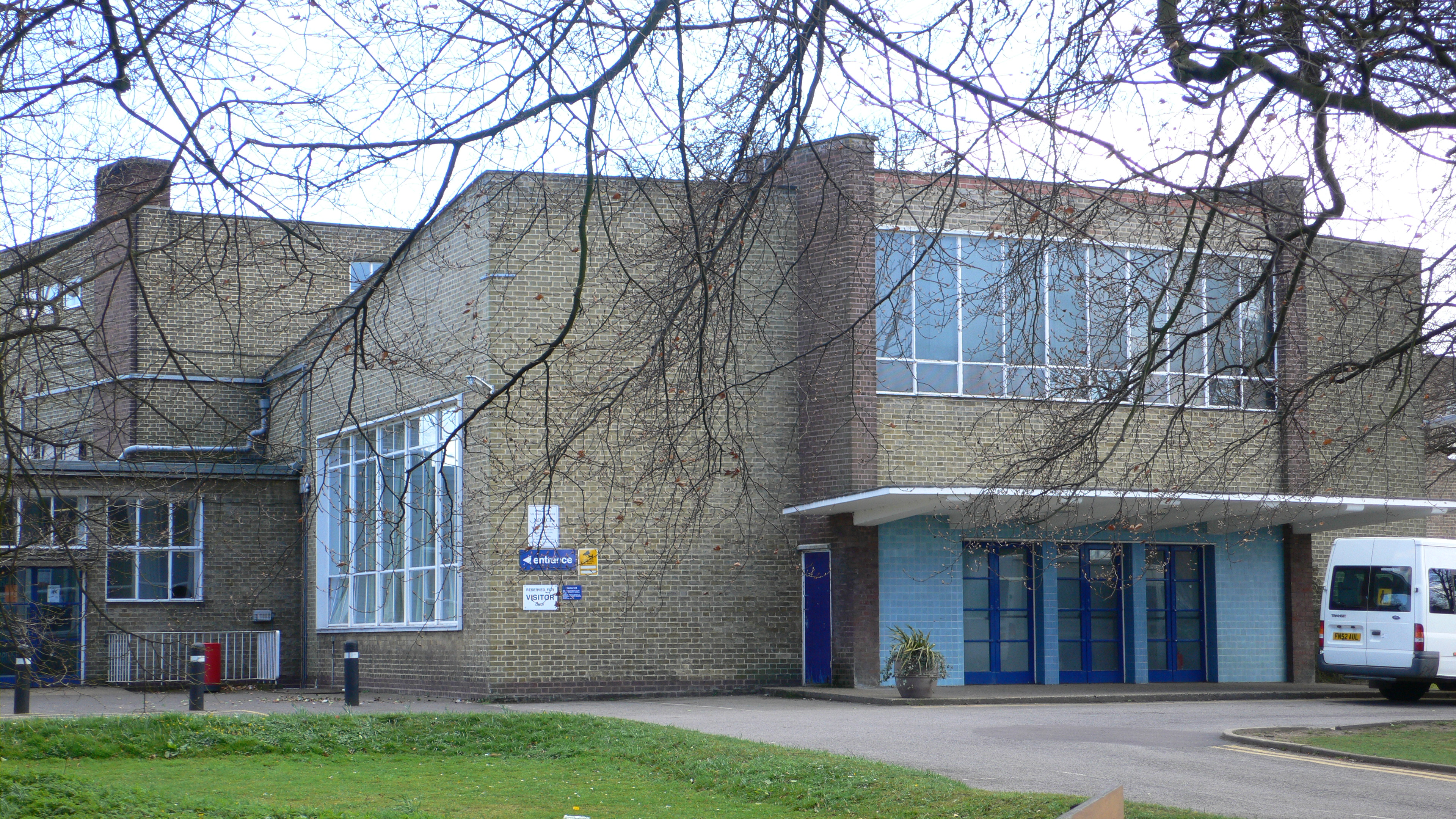
Maxwell Fry & Walter Gropius, Imprington Village College Cambridgeshire (1937), Front; Foto : 2006

Fry studierte von 1920 bis 1923 Architektur an der School of Architecture der Universität Liverpool u. a. bei Professor Charles Reilly den Neo-Georgian-Klassizismus. Nachdem er für kurze Zeit in New York und im Stadtplanungsbüro Adams & Thompson in London gearbeitet hatte, wurde er Chefassistent in der Architekturabteilung der Southern Railway und baute von 1924 bis 1926 die Bahnhöfe in Margate, Ramsgate und Dumpton Park im neoklassischen Stil. 1930 kehrte er als Partner zu Adams & Thompson zurück.
1933 schloss sich Fry den Auffassungen des Neuen Bauen an und gründete mit Wells Coates und F. R. S. Yorke die Gruppe Modern Architectural Research (MARS). Abgesehen davon schätzte Fry die neoklassizistische Architektur weiterhin und unterstützte in den 1930er Jahren eine Kampagne zum Erhalt der Carlton House Terrace von John Nash.
1937 verwirklichte er zusammen mit der wegweisenden Sozialreformerin Elizabeth Denby die Wohnbebauung Kensal House (1937) in Ladbroke Grove, London, und mit Walter Gropius das Impington Village College in Impington, Cambridgeshire, im Zuge ihrer Partnerschaft Gropius & Fry, die von 1934 bis 1936 bis zur Übersiedlung von Gropius an die Harvard University in den U.S.A. bestand. Von 1937 bis 1942 war er Sekretär von Arthur Korn, dem Vorsitzenden des Verwaltungsausschusses der MARS-Gruppe, die einen Plan für den Wiederaufbau und die Sanierung Londons aufstellte.
Während des Zweiten Weltkriegs diente er bei den Royal Engineers. Von 1944 bis 1946 war Fry Stadtplanungsberater von Lord Swinton, dem ansässigen Minister für Britisch-Westafrika. Zusammen mit Jane Drew übernahm Fry ab 1946 Bauaufträge der britischen Kolonialbehörden in Westafrika, wo sie in Ghana neben ihrem Hauptsitz in London ein Zweigbüro betrieben und in den folgenden Jahren Botschaften und Bildungseinrichtungen auch in Partnerschaft mit anderen britischen Architekten bauten, u. a. von 1953 bis 1959 die Universität von Ibadan, Nigeria.
In den frühen 1950er Jahren empfahl Maxwell Fry Le Corbusier indischen Stadtplanern, die daraufhin Le Corbusier beauftragten, den Masterplan für Chandigarh, eine neue Hauptstadt für den indischen Bundesstaat Punjab zu erarbeiten. Dort arbeitete er mit Le Corbusier und Pierre Jeanneret zusammen und baute mit Jane Drew bis 1953 Wohnungen, ein Krankenhaus, Schulen, Geschäfte, Schwimmbäder, den Waterloo-Eingang und die Harbour Bar für das Festival of Britain.

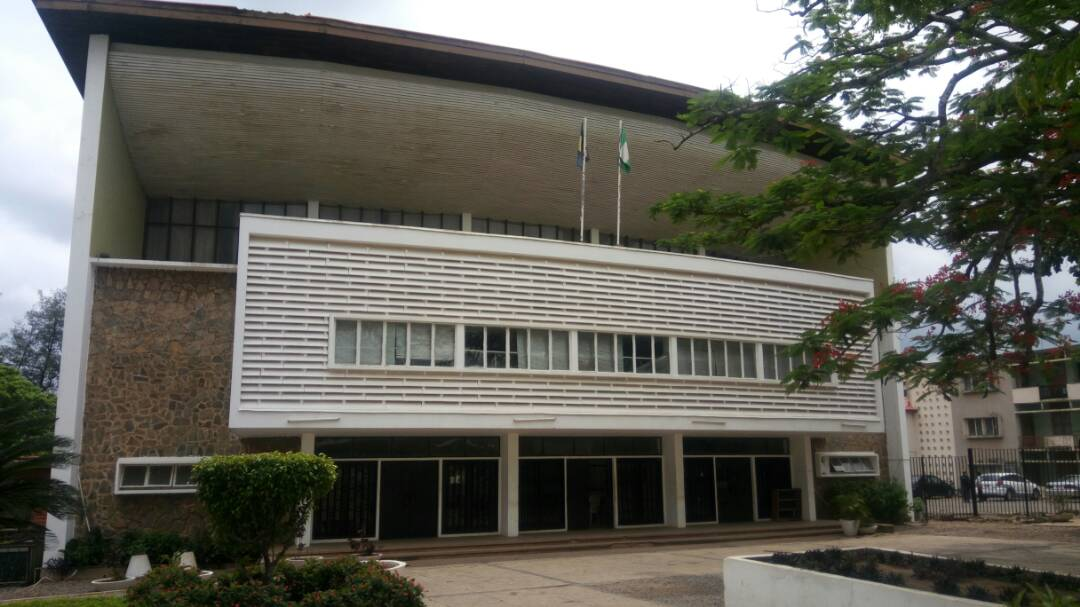
Maxwell Fry & Jane Drew, Trenchard Hall, Universität Ibadan, Nigeria (1955), Foto: 2016

Von 1954 bis 1957 war Fry Gründer und Leiter der graduierten Schule für tropische Architektur an Architectural Association School of Architecture in London. Er lehrte dort zusammen mit Otto Königsberger und übergab ihm die Leitung, um sich ausschließlich seinen Bauprojekten zu widmen.

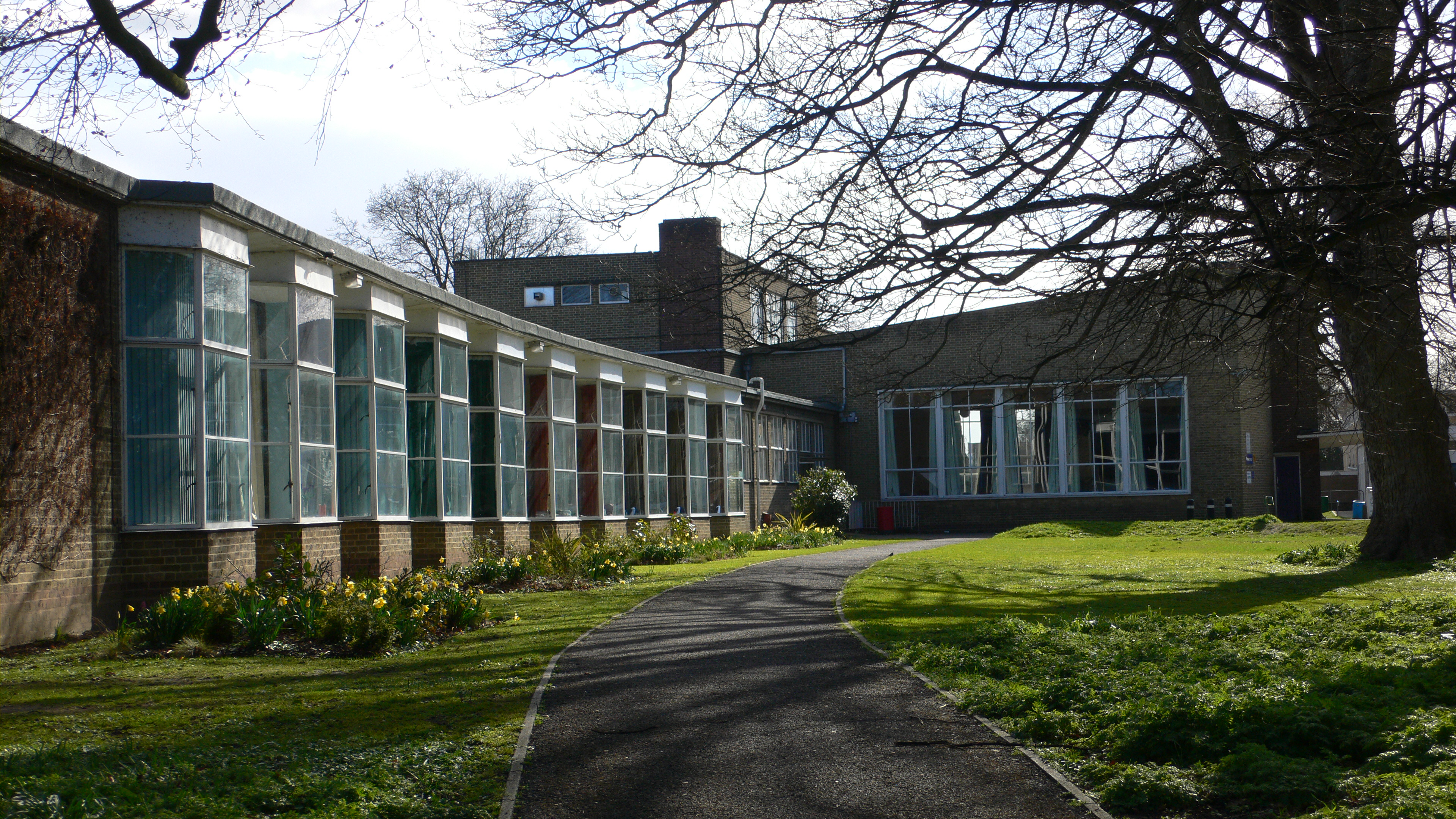
Maxwell Fry & Walter Gropius, Imprington Village College Cambridgeshire (1937), Seitenflügel; Foto: 2006

Kevin Roche, Cedric Price und Dennis Ludson waren als junge Architekten Mitarbeiter von Maxwell Fry und Jane Drew, die mit Ove Arup, dem Gründer des Ingenieurbüros Arup, zusammengearbeiteten und befreundet waren.

## Sonstiges
Seit 1939 Mitglied des Royal Institute of British Architects (RIBA) war Fry Ratsmitglied und von 1961 bis 1962 Vizepräsident des RIBA. 1964 wurde ihm die Royal Gold Medal des Instituts verliehen. Er war auch Mitglied der Royal Fine Arts Commission und des Rates der Royal Society of Arts. Er wurde 1955 zum CBE ernannt, 1956 zum korrespondierenden Mitglied der Acádemie Flamande und 1963 zum Ehrenmitglied des American Institute of Architects gewählt. Gegen Ende seines Lebens wurde er Professor für Architektur an der Royal Academy.
1973 ging Fry in den Ruhestand und lebte mit seiner Frau ab 1982 in einem Cottage bei Cotherstone, County Durham. Sie pflegten Freundschaft mit Henry Moore, Barbara Hepworth, Ben Nicholson, Winifried Nicholson, Victor Pasmore, Eduardo Paolozzi und Richard Hughes.
Fry, der auch dichtete und malte, stellte auf der Royal Academy Summer Exhibition aus und hatte 1974 eine Einzelausstellung in der Drian Gallery in London.

## Schriften
Zusammen mit Jane Drew veröffentlichte er zahlreiche Bücher über tropische Architektur. Ihre Bücher „Village Housing in the Tropics“ (1947; mit Harry L. Ford) und „Tropical Architecture in the Humid Zone“ (1956) gelten als Standardwerke; seine Bücher „Das Bauhaus und die Moderne“ (1968) und „Kunst im Maschinenzeitalter“ (1969) sind weitere wichtige Werke.